# 八神村
八神村（やがみむら）はかつて岐阜県羽島郡に存在した村である。
現在の羽島市南部、現在の羽島市桑原町の北部に該当する。
木曽川と長良川に挟まれた輪中地帯である。

## 歴史
- 中島郡桑原庄、古名を桑原村という[2]
- かつてこの地域は尾張国中島郡であったが、1586年（天正14年）の大洪水により木曽川の流れが大きく変わり、この地域は美濃国に編入され、美濃国中島郡となる。
- 江戸時代後期、この地域は尾張藩領であった。
- 1889年（明治22年）7月1日 - 東方村、八神村が合併し、八神村となる。
- 1897年（明治30年）4月1日[3] - 羽栗郡と中島郡と合併して羽島郡となる。
- 1897年（明治30年）4月1日 - 大須村の一部を編入する[4]。
- 1927年（昭和2年）4月1日 - 小薮村と合併し桑原村が発足。同日八神村廃止。

## 学校
- 八神尋常高等小学校（後の羽島市立桑原小学校）

## 史跡など
- 八神城址
- 八剱神社（尾張国中島郡の式内社、石刀神社の旧跡とされている）